# Callispa hessei
Callispa hessei es un coleóptero de la familia Chrysomelidae.
Fue descrita científicamente por primera vez en 1934 por Uhmann.